# Heterobasidiomicets
Els heterobasidiomicets (Heterobasidiomycetes) son una classe de fongs gelatinosos de la divisió Basidiomycota. Avui es considera un grup parafilètic sense valor taxonòmic.

## Taxonomia
Una anàlisi filogenètica de gens de l'ARN ribosòmic del 1993, mostrà que els heterobasidiomicets originalment circumscrits per Patouillard el 1900 de fet es corresponen força bé amb el grau (grade) de fongs que és parafilètic en relació als homobasidiomicets, el gruix dels darrers que formen un clade monofilètic. Les classificacions posteriors a la de Patouillard només han incrementat la distància amb l'autèntica filogènia.
El gruix dels homobasidiomicets formen un clade monofilètic, constitueixen la majoria dels moderns Agaricomycetes. Els heterobasidiomicets corresponen més a Basidiomycota que a Homobasidiomycetes: els subfílums Ustilaginomycotina, Pucciniomycotina i del subfílum Agaricomycotina les classes Tremellomycetes i Dacrymycetes, els ordres Auriculariales i Sebacinales dins la classe Agaricomycetes, i les famílies Ceratobasidiaceae i Tulasnellaceae de l'ordre dels agaricomicets Cantharellales (aquests memebres dels Agaricomycotina, llevat del de forma de xarxa Ceratobasidiaceae, són coneguts col·lectivament com a fongs gelatinosos).

## Algunes espècies
- Auricularia auricula-judae - Orella de Judes
- Auricularia polytricha
- Calocera cornea
- Calocera viscosa
- Dacrymyces palmatus
- Exidia glandulosa
- Guepiniopsis alpinus
- Malassezia furfur
- Phlogiotis helvelloides
- Pseudohydnum gelatinosum
- Tremella foliacea
- Tremella fuciformis
- Tremella mesenterica, tremolosa mesentèrica
- Tremellodendron pallidium